# Rio Kuma (Japão)
O rio Kuma (球磨川 Kuma-gawa) é um rio que corre o sul de Kumamoto, Kyūshū, Japão. Tem uma extensão de 115 quilômetros, e uma bacia hidrográfica de 1.880 quilômetros quadrados. 
É considerado um dos três rios mais rápidos do Japão (sendo os outros dois o rio Fuji e o rio Mogami). 
O rio Kuma é um ponto turístico popular. Aproximadamente 70.000 turistas passeiam pelo rio todo ano. O rio é usado também para pescaria, principalmente em junho, e para irrigação em campos de arroz próximos. Tem sua foz no mar de Yatsushiro (mar de Shiranui). 

## Geografia

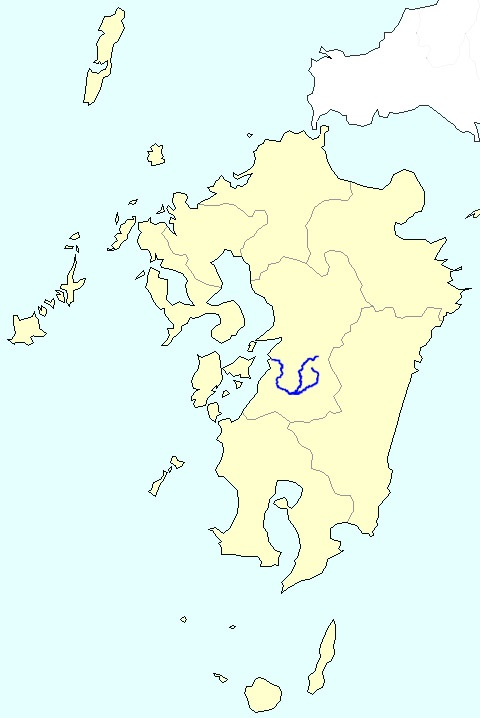
Localização do rio Kuma em Kyushu

O rio Kuma nasce em Shakunangoshi, na cidade Yatsuhiro (八代市 Yatsushiro-shi) no centro-oeste da prefeitura de Kumamoto. Percorre 115 quilômetros até a sua foz, no mar de Yatsushiro (mar de Shiranui).

### Afluentes
- Rio Yanagibashi (柳橋川 Yanagibashi-gawa) - Taragi (多良木町 Taragi-machi), Asagiri (あさぎり町 Asagiri-chō)
- Rio Iguchi (井口川 Iguchi-gawa) - Asagiri (あさぎり町 Asagiri-chō)
- Rio Menda (免田川 Menda-gawa) - Asagiri (あさぎり町 Asagiri-chō)
- Rio Kawabe (川辺川 Kawabe-gawa) -Yatsushiro (八代市 Yatsushiro-shi), Itsuki (五木村 Itsuki-mura), Sagara (相良村 Sagara-mura)
- Rio Kosade (小纚川 Kosade-gawa) - Hitoyoshi (人吉市 Hitoyoshi-shi), Okoba (大畑町 Okoba-machi)
- Rio Hatomune (鳩胸川 Hatomune-gawa) -Hitoyoshi (人吉市 Hitoyoshi-shi)
- Rio Yamada (山田川 Yamada-gawa) - Hitoyoshi (人吉市 Hitoyoshi-shi), Yamae (山江村 Yamae-mura)
- Rio Mae (万江川 Mae-gawa) - Hitoyoshi (人吉市 Hitoyoshi-shi), Yamae (山江村 Yamae-mura)
- Rio O (小川 O-gawa) - Kuma (球磨村 Kuma-mura)
- Rio U (鵜川 U-gawa) -  Hitoyoshi (人吉市 Hitoyoshi-shi), Kuma (球磨村 Kuma-mura)
- Rio Ibana (猪鼻川 Ibana-gawa) - Kuma (球磨村 Kuma-mura)
- Rio Nara (那良川 Nara-gawa) - Hitoyoshi (人吉市 Hitoyoshi-shi), Kuma (球磨村 Kuma-mura)

## Cidades ao longo do rio
- Mizukami (水上村 Mizukami-mura)
- Yunomae (湯前町 Yunomae-machi)
- Taragi (多良木町 Taragi-machi)
- Asagiri (あさぎり町 Asagiri-chō)
- Nishiki (錦町 Nishiki-machi)
- Hitoyoshi (人吉市 Hitoyoshi-shi)
- Kuma (球磨村 Kuma-mura)
- Ashikita (芦北町 Ashikita-machi)
- Yatsushiro (八代市 Yatsushiro-shi)